# Chilenische Botschaft in Berlin

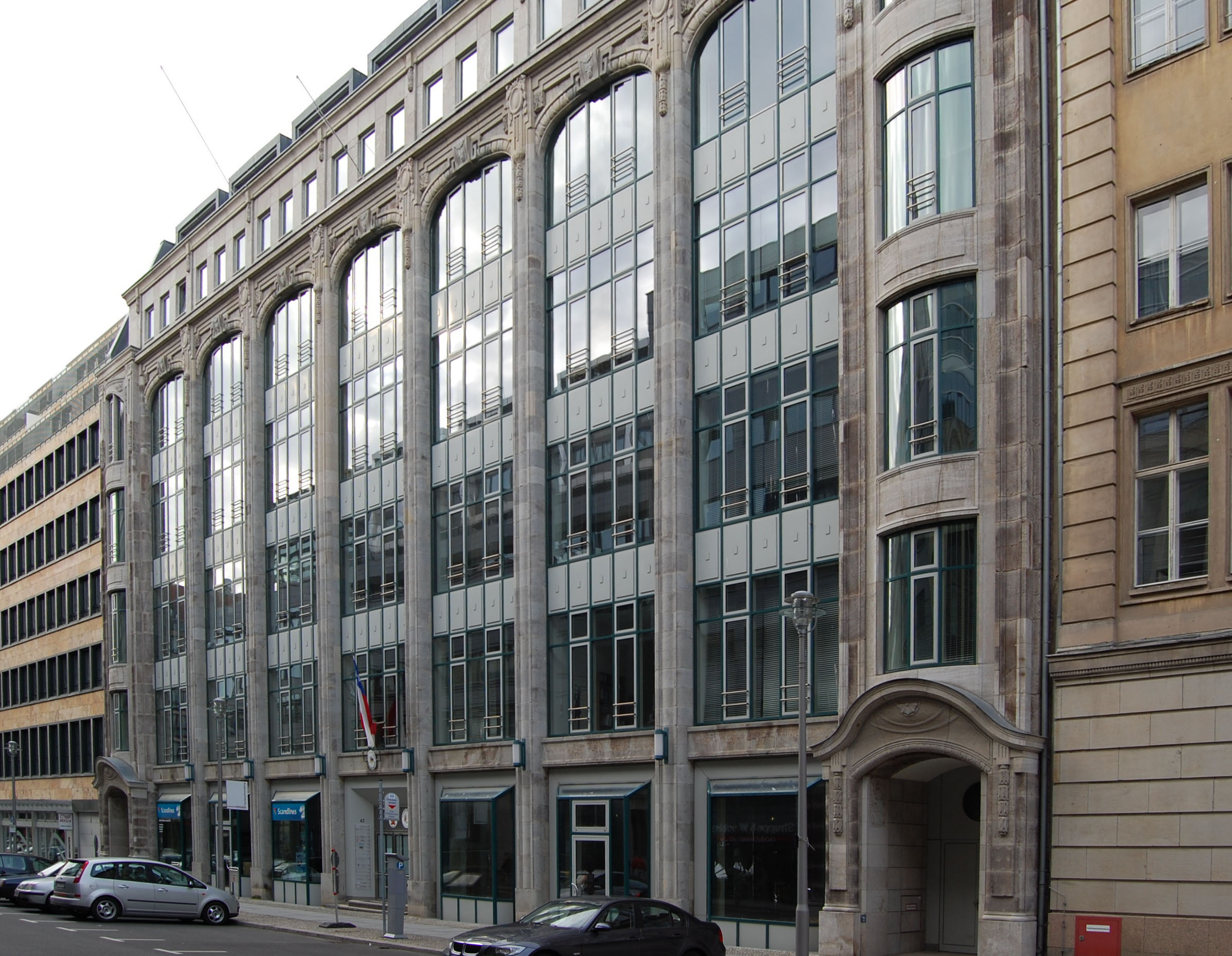
Chilenische Botschaft in der Mohrenstraße 42 in Berlin-Mitte

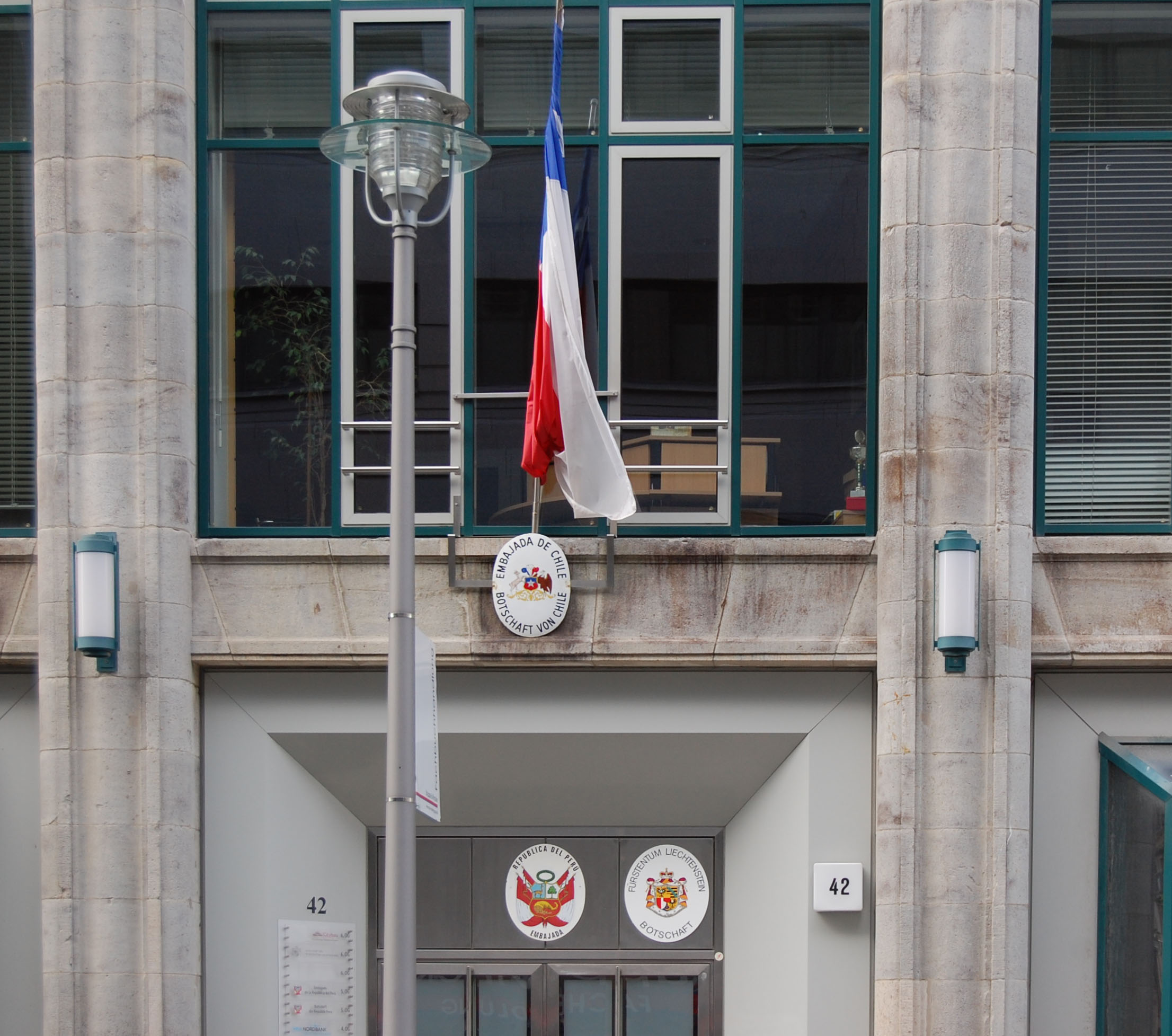
Fassadendetail

Die chilenische Botschaft in Berlin (offiziell: Botschaft der Republik Chile; spanisch: Embajada de Chile) ist der Hauptsitz der diplomatischen Vertretung Chiles in Deutschland. Das Botschaftsgebäude befindet sich in der Mohrenstraße 42 im Ortsteil Mitte des gleichnamigen Bezirks. In Frankfurt am Main, Hamburg und München befinden sich Generalkonsulate Chiles. Honorarkonsulate bestehen in Bremen, Köln und Stuttgart.
Botschafterin ist seit dem 18. Juli 2022 Magdalena Atria Barros.

## Geschichte
Mit dem südamerikanischen Land unterhält Deutschland bereits seit 1883 diplomatische Beziehungen. Das Konsulat Chiles im Deutschen Reich befand sich bis 1945 in der Kurfürstenstraße 114 in Berlin-Tiergarten.
Am 4. Februar 1952 nahmen Chile und die Bundesrepublik Deutschland diplomatische Beziehungen auf. Ab 1971 hatte die Botschaft ihren Sitz in der Kronprinzenstraße 20 im Bonner Stadtbezirk Bad Godesberg. Aufgrund des Umzugs von Parlament und Regierung nach Berlin zog die Botschaft 2000 ebenfalls nach Berlin um und mietete Räume in der Mohrenstraße 42.
Chile und die DDR hatten mit Wirkung vom 16. März 1971 diplomatische Beziehungen aufgenommen. Die chilenische Botschaft hatte ihren Sitz in der Hermann-Duncker-Straße 92 (seit 1992: Treskowallee) in Berlin-Karlshorst. Die diplomatischen Beziehungen wurden im September 1973 nach dem Militärputsch in Chile abgebrochen und bis 1990 nicht wieder aufgenommen.

## Gebäude
Das Geschäftshaus in der Mohrenstraße 42 entstand um 1900. Zwischen 1996 und 1998 wurde das Gebäude, dessen historische Front in Teilen erhalten ist, zu einem modernen Bürohauskomplex umgestaltet. Die chilenische Botschaft bezog die Räumlichkeiten im Erdgeschoss und in der ersten Etage im Mai 2000. Ihre moderne Umgestaltung beruht auf Entwürfen des chilenischen Architekten Gonzalo Mardones Viviani. Das Gebäude beherbergt auch die Botschaft Liechtensteins.

## Botschafter in Deutschland (seit 1990)
| Amtszeit  | Name                         |
| --------- | ---------------------------- |
| 1990–1994 | Carlos Huneeus               |
| 1994–1998 | Roberto Cifuentes            |
| 1998–2000 | Ricardo Hormazábal           |
| 2000–2003 | Antonio Skármeta             |
| 2003–2005 | Mario Fernández Baeza        |
| 2008–2011 | Álvaro Rojas                 |
| 2011–2014 | Jorge O’Ryan                 |
| 2014–2016 | Mariano Fernández Amunátegui |
| 2016–2018 | Patricio Pradel              |
| 2018–2022 | Cecilia Mackenna Echaurren   |
| seit 2022 | Magdalena Atria Barros       |